# Antigny-la-Ville
Antigny-la-Ville är en kommun i departementet Côte-d'Or i regionen Bourgogne-Franche-Comté i östra Frankrike. Kommunen ligger i kantonen Arnay-le-Duc som tillhör arrondissementet Beaune. År 2022 hade Antigny-la-Ville 87 invånare.

## Befolkningsutveckling
Antalet invånare i kommunen Antigny-la-Ville
Referens:INSEE